# 出神音乐
出神（直译：「恍惚音乐」）是一种电子舞曲的风格，中文口中也称出神、传思、劝世以及迷幻舞曲等，但大众口中都称为Trance。20世纪80年代末期，出神起源于英国的锐舞派对当中，并于20世纪90年代早期在德国兴起，与此同时并融入德国法兰克福的电子肢体音乐而后传播到欧洲的其他区域及北美地区，同时期在印度的果阿邦，也聚集了一批该流派追随者。由于新世纪电音文化的广泛传播，在亚洲的其他许多国家如日本、中国等国家也拥有了受众。
出神音乐在20世纪90年代早期是科技舞曲（Techno）、浩室舞曲（House）的一种更加旋律化的分支，在发展的过程中又吸收了流行音乐、驰放音乐、古典音乐、科技浩室、氛围音乐以及电影配乐等多种音乐形式的元素，使得在早期基础之上变得更加多元化，并在20世纪90年代之后成为独立且特点显著的电子音乐类型。出神音乐的特点也在此过程中产生，即一种通常速度节奏（BPM）在120—150拍之间，节拍为
，注重重复的旋律性的乐句、和声，一种营造紧张感的元素贯穿整首歌曲的音乐形式。在部分子流派中节奏速度并不固定。通常以1到2个“峰”（peak）或“降”（drop）达到高潮。
出神的直接理解是一种处于催眠或意识提升的状态，出神音乐通过层层叠加、预示着铺垫的积累和释放来完美地诠释出神这一点。现代出神音乐的一个共同特征是歌曲中段达到高潮，随后是一段柔和的停顿，完全摒弃了节拍和打击乐，让旋律或氛围独自存在很长一段时间，然后才逐渐重新构建。出神的曲目通常很长，以便进行这样的进展，并且开头和结尾部分通常足够简洁，方便唱片骑师（DJ）混音。

出神音乐主要以器乐为主，但也可以混入人声：通常由女中音到女高音的女独唱者演唱，大多没有传统的主歌/副歌结构。出神音乐中结构化的声乐形式构成了人声出神（Vocal trance）子流派的基础，该流派被描述为“宏伟的、翱翔的、高亢的、富有歌剧感的”，以及“飘逸的女主唱漂浮在合成器之中”。然而，像乔纳森·门德尔松这样的男歌手也会出现。

## 起源
出神音乐，融合了上世纪中部时期数十年间的数种音乐风格，包括了 合成器流行、高能量迪斯科、科技舞曲和浩室音乐等。由于这种复杂的起源，定义第一首Trance是困难且具有争议的，但我们可以说，到20世纪90年代初期，在经历了概念的孕育以后，有了确切的音乐表达、具体作品及制作人的认可以后，Trance就成为了一种独立的音乐形式。

### 序幕
出神（Trance）首次作为一个术语是出现在爵士乐当中，例如Lou Gold & His Orchestra - Dancing In A Trance (1930) 及Korla Pandit - Trance Dance (1954)。这时期仅仅表达的是一种音乐感觉，阐述作品能够带给人出神恍惚的感觉。出神作为电子音乐家族的一员，离不开电子乐器与合成器的出现，这些新技术的出现也离不开像皮埃爾·舍費爾、Herbert Eimert和Else Marie Pade等音乐先驱的基础工作。对这些前卫声音技术的使用，营造了早期电子音乐例如合成器流行、电子流行的创造条件，这才有了后来的电子舞曲并延伸至出神音乐，电子乐器作品《Pop Corn》（1969年）就可以算得上是早期的合成器流行。
第一批电子乐曲的例子：
- 1951: Bernard Herrmann – The Day the Earth Stood Still (Original Motion Picture Soundtrack)[21]
- 1959: Raymond Scott – Cindy Electronium[22]
- 1963: B.B.C. Radiophonic Workshop – Doctor Who[23]
- 1969: [24]Gershon Kingsley – Pop Corn

### 概念酝酿(20世纪70年代)
在出现了初期的电子音乐以后，更多的电子音乐艺术家开始浮现，电子舞曲还未发祥，但Trance的音乐概念已经逐渐开始产生，我们可以追溯到诸如德国电子乐队發電廠樂團的作品Autobahn(1974)、Trans Europe Express (1977) 以及意大利先驱Giorgio Moroder的I Feel Love(1977)的八分钟版本。由于Trance与氛围音乐以及德國泡菜搖滾密切相关，此时期的德国先驱Klaus Schulze与罐头乐队由于其作品中显著地以重复的优美旋律营造氛围的这种属于Trance的手法也被认为启迪了后来的制作人。此外Eberhard Schoener于1977年发表了他的电子摇滚专辑Trance Formation其中包括了同名曲Trance Formation和Falling In Trance两首曲目，Eberhard评论他自己的作品觉得有些梦幻：“这些音乐描述了我经常前往亚洲的非常个人、主观的一些经历和感受，特别是通过尼泊尔和西藏边境的探险(…) 最后呈现的音乐是有关出神的状态及感觉的。”
此时代被认为含有Trance音乐元素或可以被定义为Trance音乐的作品例子：
- 1974: Tangerine Dream – Phaedra
- 1977: Donna Summer – I Feel Love
- 1977: Kraftwerk – Trans Europe Express
- 1978: Automat – Automat (The Rise)

### 初步形成(20世纪80年代)
80年代，Trance这个词被越来越多的制作人开始使用。德国先驱制作人Klaus Schulze在这个时期发表了Trancefer(1981)以及En=Trance(1988)两张专辑，被视为是Trance音乐的名称确立。而后英国的唱片公司The KLF在80年代末期发表了专辑Pure Trance，包含了What Time is Love (1988)、Kylie Said Trance (1989) 和 Last Train to Trancentral (1989)等作品，首次确认了一种作为Acid Techno和House音乐补充的音乐类型，那就是Trance。
此时代被认为是Trance或定义就是Trance音乐的作品例子：
- 1980: Kano – Cosmic Voyager
- 1981: Monsoon – Ever So Lonely
- 1988: The KLF – What Time Is Love?
- 1989: Venus 1999 – Do know yourself

### 音乐形式确立(20世纪90年代初期)
90年代起，Trance开始被作为一种独立的音乐形式，尤其在德国成为了一种风尚。由柏林厂牌旗下的Paul van Dyk，Cosmic Baby和Mijk van Dijk等制作人制作的Trance音乐成为了夜店的新宠。法兰克福也是如此，本地DJ DJ Dag、本地夜店创始人Talla 2XLC、厂牌Eye Q Records等将Trance带到了法兰克福，作家Ben Coen将Trance在德国兴起的根源追溯至Paul van Dyk在1993的再混音曲目“Love Stimulation”，在这几年时间中，大量的Trance作品开始涌现，迅速蔓延至整个德国，乃至西欧地区。
此时代的Trance音乐代表作品：
- 1990: Age of Love – The Age of Love
- 1992: Orbital – Halcyon
- 1993: Paul van Dyk - Love Stimulation
- 1994: Li Kwan – Point Zero

## 发展
Trance音乐在20世纪90年代早期在德国确立音乐形式并获得成功以后，首先在整个德语区发展，并传播到了英国及低地国家，而后使得整个西欧地区都进入了Trance音乐的快速发展周期，新的制作人和Trance音乐现场不断涌现，现今称这一时期的Trance子类为经典Trance，包含了酸性出神(Acid Trance)、梦幻出神(Dream Trance)、欧陆出神(Euro Trance)等风格，进入低地国家产生了硬派出神(Hard Trance)以及荷兰出神(Dutch Trance)等子类型，并持续发展。传播到以色列后，另一种在以色列流行的类似酸性出神(Acid Trance)的来源于印度果阿邦的音乐被重新认定为果阿出神(Goa Trance)，也有人认为在印度果阿就已经确定了Goa Trance的音乐形式，结合了更新颖的声音技术之后发展为了迷幻出神(Psy Trance)，至今仍然流行。而大量的Trance作品在不断的融合当中确定了更加细致的曲式结构规则，并定义为渐进出神(Progressive Trance)和振奋出神(Uplifting Trance)等类型的出神音乐，并发展至今。

### 迅速扩大影响(20世纪90年代末期)
| 排名                | 第三名           | 第二名           | 第一名           |
| ------------------- | ---------------- | ---------------- | ---------------- |
| 1998                | Judge Jules      | Carl Cox         | Paul Oakenfold   |
| 1999                | Sasha            | Carl Cox         | Paul Oakenfold   |
| 2000                | John Digweed     | Paul Oakenfold   | Sasha            |
| 2001                | Danny Tenaglia   | Sasha            | John Digweed     |
| 2002                | John Digweed     | Sasha            | Tiësto           |
| 2003                | Armin van Buuren | Paul van Dyk     | Tiësto           |
| 2004                | Armin van Buuren | Paul van Dyk     | Tiësto           |
| 2005                | Armin van Buuren | Tiësto           | Paul van Dyk     |
| 2006                | Tiësto           | Armin van Buuren | Paul van Dyk     |
| 2007                | John Digweed     | Tiësto           | Armin van Buuren |
| 2008                | Paul van Dyk     | Tiësto           | Armin van Buuren |
| 2009                | David Guetta     | Tiësto           | Armin van Buuren |
| 2010                | Tiësto           | David Guetta     | Armin van Buuren |
| 2011                | Tiësto           | Armin van Buuren | David Guetta     |
| 2012                | AVICII           | Tiësto           | Armin van Buuren |
| 划掉的为非Trance DJ |                  |                  |                  |

20世纪90年代，Trance音乐的发展陡然提速，更多的Trance音乐在德语国家取得成功，诸如Robert Miles创作的Children (1995)和B.B.E创作的Seven Days And One Week (1996)。英国的DJ们像sasha、John Digweed和Paul Oakenfold等人将Trance带到了英国，并使得英国成为了现场演出的中心，同时也带到了纽约和伊比萨岛的夜店。Paul Oakenfold重新发表的Not Over Yet(1993)在英国单曲排行榜上达到了第6，美国舞曲排名达到了第1，甚至在以色列单曲榜上也达到了第1。
而自1997年起，通过Tiesto、Armin van Buuren和Ferry Corsten等荷兰DJ的努力，荷兰出神(Dutch Trance)形成了自己的Trance文化，90年代末期起，荷兰最受欢迎的电子舞曲类型从盛行已久的硬核舞曲变为了荷兰出神(Dutch Trance)，并以荷兰出神与时兴的渐进出神(Progressive Trance)发展定义了更确定曲式结构的Trance音乐类型振奋出神(Uplifting Trance).
1998年，Paul van Dyk凭借1994年制作的专辑45 RPM中曲目For An Angel地重新发布，获得了国际性的突破，这首曲目在英国舞曲排行榜中连续两周排名第1，而在德国连续四周排名第1，在美国、澳大利亚、低地国家、斯堪的纳维亚国家都取得相当好的排名，同年Andre Tanneberger以简称ATB的名义发表了个人首张单曲9 PM (Till I Come)，在英国排行榜中最高排名第1，在德国排名第14，并在丹麦、澳大利亚、瑞典、英国取得了白金唱片销量;南非、意大利、挪威取得了金唱片销量。1999年，他的曲目Do not Stop再次在丹麦和瑞典取得了白金唱片销量。
这一系列的例证都代表了出神音乐在90年代末期取得的成功，其中的经典曲目有：
- 1995: Robert Miles – Children
- 1996: B.B.E – Seven Days And One Week
- 1997: Kai Tracid – Your Own Reality
- 1998: Paul van Dyk – For An Angel (PvD E-Werk Club Mix)
- 1999: Sasha – Xpander
- 1999: Delerium – Silence (DJ Tiesto Remix)

### 电子舞曲的领头羊(21世纪00年代)
进入21世纪，荷兰的Trance制作人/DJ逐渐取代了德国Trance制作人/DJ的地位，成为了Trance音乐的事实领导者，而2001年当Tiesto还在庆祝他再混音自Delerium的曲目Silence取得了国际性的突破，获得了Billboard排行榜的第三，且他的专辑In My Memory在德国专辑排行榜获得金唱片的排行时，另一位荷兰DJ树立了Trance音乐的一个新的里程碑。
在2001年的3月18日，Armin van Buuren首次播出了他的电台节目“A State Of Trance”，在两个小时里面播放他收集并混音的最新Trance音乐集合而成的混音带。最初仅在荷兰电子舞曲领域较有影响力的ID&T Radio播放，而后到今天有超过100个播音电台播放过“A State Of Trance”，拥有超过3800万听众，获得了世界上多个且多次的“最佳混音电台节目”奖项，从历史的角度来看，Armin van Buuren几乎影响了在其之后所有电子舞曲类型的发展，他的厂牌Armada music创立于2003年，今天已经覆盖了至少30种电子舞曲子类型，并给新兴的音乐人提供了一个平台。
2002年，Tiesto被英国杂志DJ MAG的读者评选为世界上最好的DJ，并在接下来的几年延续了这一头衔。2003年，他参加了Tiesto in Concert，在阿姆斯特丹的GelreDome首次以DJ个人秀的形式独自面对25,000名观众。并在2004年的8月13日参加了2004雅典夏季奥运会，成为了首个在奥运会舞台进行表演的DJ，并在现场、电视、电台三种渠道下为至少数百万观众表演Trance音乐，这个纪录可能持续到了今天。同样在2004年，荷兰女王贝娅特丽克丝为他在舞曲届的成就授予了Tiesto奧蘭治-拿騷官佐勳章，这一荣誉类似德国联邦十字勋章。同年Above & Beyond赢了BBC Radio 1 年度最佳混音奖。
受欢迎的程度，也体现在诸多的音乐节中，在现在规模最大的三个电音节品牌(TML、UMF、EDC)在2000左右以及Nature one、Mayday或Trance Energy等诸多电音节品牌几乎都以Trance音乐人作为头牌艺人进行推广，Trance音乐在相当长的时间里成为了最受欢迎的电子音乐类型。
经典的代表作品:
- 2001: Madonna – What It Feels Like For A Girl (Above & Beyond 12'' Club)
- 2002: Paul Oakenfold feat. Carla Werner – Southern Sun (Tiësto Remix)
- 2003: Motorcycle – As The Rush Comes (Gabriel & Dresden Sweeping Strings Mix)
- 2005: Above & Beyond vs. Andy Moor – Air For Life
- 2007: John O'Callaghan feat. Audrey Gallagher – Big Sky (Agnelli & Nelson Remix)
- 2008: Sunlounger feat. Zara – Lost

### 今天的出神音乐(21世纪10年代)
进入到21世纪的下一个十年，Trance逐渐被后期之秀EDM所取代，最初这是整个电子舞曲分类的总合词语，一些Prog House制作人诸如Axwell、Daivd Guetta将原本结构较长的传统Prog House进行了改良，使其更加流行化，并结合Electro House延伸出了Bigroom House，美国的一些电子音乐媒体鉴于这些音乐与之前的电子舞曲有显著的不同，于是将其称呼为EDM。在DJ MAG杂志每年所发表的百大DJ排名中，David Guetta在2008年首次进入了前5，2011年成为了第1，这是自1997年以来首次非Trance DJ的登顶，而自2013年起百大DJ排行第一的便被主要制作Bigroom House和Prog Electro House的音乐人诸如Hardwell、Dimitri Vegas & Like Mike、Martin Garrix等取代，同时还有将乡村音乐与Prog House结合的Avicii也大受欢迎，这某种意义上反应了电子舞曲潮流的改变。
许多著名的Trance DJ/制作人开始转向Bigroom House，诸如Arty、W&W、Dash Berlin、Sander van Doorn以及最重要的Tiesto，像Armin van Buuren和Ferry Corsten也有小幅度的转向。相比之下，现在仍在坚持Trance的Aly & Fila、 John O'Callaghan以及The Thrillseekers等人成为了探索新时代Trance的先驱。
新时代的代表作品：
- 2010: Jon O’Bir feat. Fisher – Found A Way (Joint Operations Centre Remix)
- 2011: Aly & Fila feat. Jwaydan – We Control The Sunlight
- 2012: Paul van Dyk feat. Plumb – I Don’t Deserve You (Giuseppe Ottaviani Remix)
- 2014: Gareth Emery feat. Bo Bruce – U (Bryan Kearney Remix)
- 2015: Gouryella – Anahera
- 2016: The Thrillseekers pres. Hydra – Amber
- 2016: Nhato – ibuki
- 2018: Armin van Buuren - Lifting You Higher

## 制作
常规的出神音乐制作，一般会按照“标准”来进行，节奏会设定在125-150BPM之间，节拍通常为4/4拍。也就是说底鼓(kick)位于小节的每个正拍，而军鼓(snare)或击掌(clap)放在第2拍、第4拍，为这两拍增加情绪。基本节奏中闭镲(close hi-hat)一般放在每个16分音符，同时为了加入切分往往开镲(open hi-hat)放在每个1/8音符反拍，同时应规避开镲与闭镲冲突。鼓组音色通常听起来强劲有力。在主要的过渡、递进、高潮的部分，通常会有一连串冗长且频率更快的军鼓在段落末尾进行情绪的提升和预示。
快速琶音和小调是出神音乐的常见手法，后者一般都会被用上。出神曲目经常使用一个中心的记忆点(hook)或者旋律，这段旋律会贯穿几乎整首出神曲目，不断的进行重复，更换不同音色的和声以及动机，每4,8,16或32个小节添加或者移除1个声部，不断的把气氛用和声的音色及和弦的变化推高，直到整个高潮(Drop)部分结束为止。
一般出神音乐会有1-2个高潮(drop)部分，在Intro部分和情绪提升部分，主要动机通常以切片或简化的形式引入，以使观众会预感到在高潮部分将听到的内容，而后第二个高潮通常是“乐曲的第一个高潮或者乐曲第一部分的顶端与主旋律的再现混合”，如此手法将听众的情绪、出神的状态从一个高潮延伸到另一个高潮。
在一首出神音乐的最前与最后的部分，与大部分电子舞曲的情况相同，出神音乐通常也会采用仅有鼓组与基本旋律的前奏(Intro)和结尾(Outro)，以便DJ能够将不同的乐曲更方便的混合在一起。
在长久时间以来，出神音乐便保持的是一个固定的曲式结构，类似科技舞曲的基本节奏不能轻易改变，但出神音乐显而易见在旋律、音色上的自由度要比科技舞曲高得多，而近两年时间，新一代的制作人所开始探索的Forward Thinking Progressive，一种以渐进出神为基础的新式出神制作手法及理念正在发展，将出神音乐的曲式结构变得更加的多元化。

## 派別

#### 酸性出神（Acid Trance）
始於1980年代末與1990年代初，特點是利用「acid」的聲音。此類音樂的代表音源─「acid」是利用Roland TB-303所製作出的。Acid Trance的初次出現是在比利時的Antwerp Rave 24。

#### 梦幻出神（Dream Trance）
始于1995,由 Robert Miles 创始. 善于使用钢琴,提琴等真实乐器, 旋律感情较为丰富, BPM通常在130左右. 现在已不再十分流行.

#### 果阿出神（Goa Trance）
始於1980年代末的印度果阿邦。其根源可追溯於1960年代與1970年代在嬉皮士之都─果阿的音樂創作。但此類型的正式出現是在1990年代初。果阿出神可被視為嬉皮文化的一部份。

#### 迷幻出神（Psychedelic Trance或简称Psy Trance）
Psychedelic意指迷幻，利用合成器節奏構成的催眠式架構與複雜層次旋律的重複段落，速度通常在140-150之間，1995年成為主流電子舞曲，是 Goa Trance 的演變。代表人物有 Vini Vici 等。

#### 渐进出神（Progressive Trance或简称Prog Trance）
Progressive Trance 的BPM約在125-135左右，有著類似House的風格(例如鼓)但是情緒上的進展則是漸進演變。Progressive Trance 的代表人物包括 Armin van Buuren、Dash Berlin、ATB、Shogun、Paul van Dyk、Andrew Rayel、Cosmic Gate、MaRLo、FEEL、Omnia、Above & Beyond 等。其中，结合了 Electro 等 EDM 元素的分支被称为 FTP (Forward Thinking Progressive) Trance 或 Trance 2.0，代表人物包括Nhato、Ilan Bluestone等。

#### 科技出神（Tech Trance）
Tech Trance顧名思義汲取 Techno 與 Trance 的元素，採用 Techno 元素其重複自然而強烈的4/4拍擊，搭配Trance的旋律，速度約在135-150BPM。代表人物有 Darude、Cosmic Gate、Tiësto

#### 硬派出神（Hard Trance）
Hard Trance的特色是採用強勁或堅硬的鼓擊、完全共振的Bass、數量增大的迴響在主要的鼓上。旋律速度通常在 130-150BPM。

#### 振奋出神（Uplifting Trance）
主要是來自於聽眾所感受到振奮的感受，運用大調小調的變幻達到快樂或悲傷的感覺，使用相似的和絃進展，大多有著較長的Breakdown，運用旋律由背景透過沖刷般的效果置前。代表人物有 Ferry Corsten、Giuseppe Ottaviani、Aly & Fila、Sean Tyas、Armin Van Buuren、Solarstone。

#### 大空间出神（Bigroom Trance）
通常包含 Drop、單純的打擊、規律的節拍、配上 Progressive Trance 的旋律,在派對中廣受歡迎。代表人物有: NWYR(W&W)、Andrew Rayel、Mark Sixma、Mikkas、Heatbeat、Orjan Nilsen